# Association nationale des étudiants centrafricains
L'Association nationale des étudiants centrafricains (ANECA) est une association centrafricaine d'étudiants fondée en 1959 issue de l'Association des étudiants oubanguiens (AEO), section de la Fédération des étudiants d'Afrique noire française (FEANF). Son siège se trouve à l'Université de Bangui, elle a pour objet la défense des intérêts des étudiants, notamment l'amélioration de leurs conditions de vie.

## Secrétaire général
- 2012-2013 : Fiacre Kombo
- 2010-2011 : Origine Bekondi
- 2005-2006 : Freddy Mathurin Mapouka

## Président
- 2014-2015 : Kévin Yabada
- 2012-2013 : Junior Pabanzi
- 2010-2011 : Gildas De-Karem Bénam
- 2006-2007 : Freddy Mathurin Mapouka
- 1993 : Crépin Mboli-Goumba
- 1983-1984 : Cyriaque Gonda